# Limbé III
Limbé III est l'une des trois communes de la communauté urbaine de Limbé, département du Fako dans la région Sud-Ouest au Cameroun. Elle a pour chef-lieu la localité de Bimbia.

## Géographie

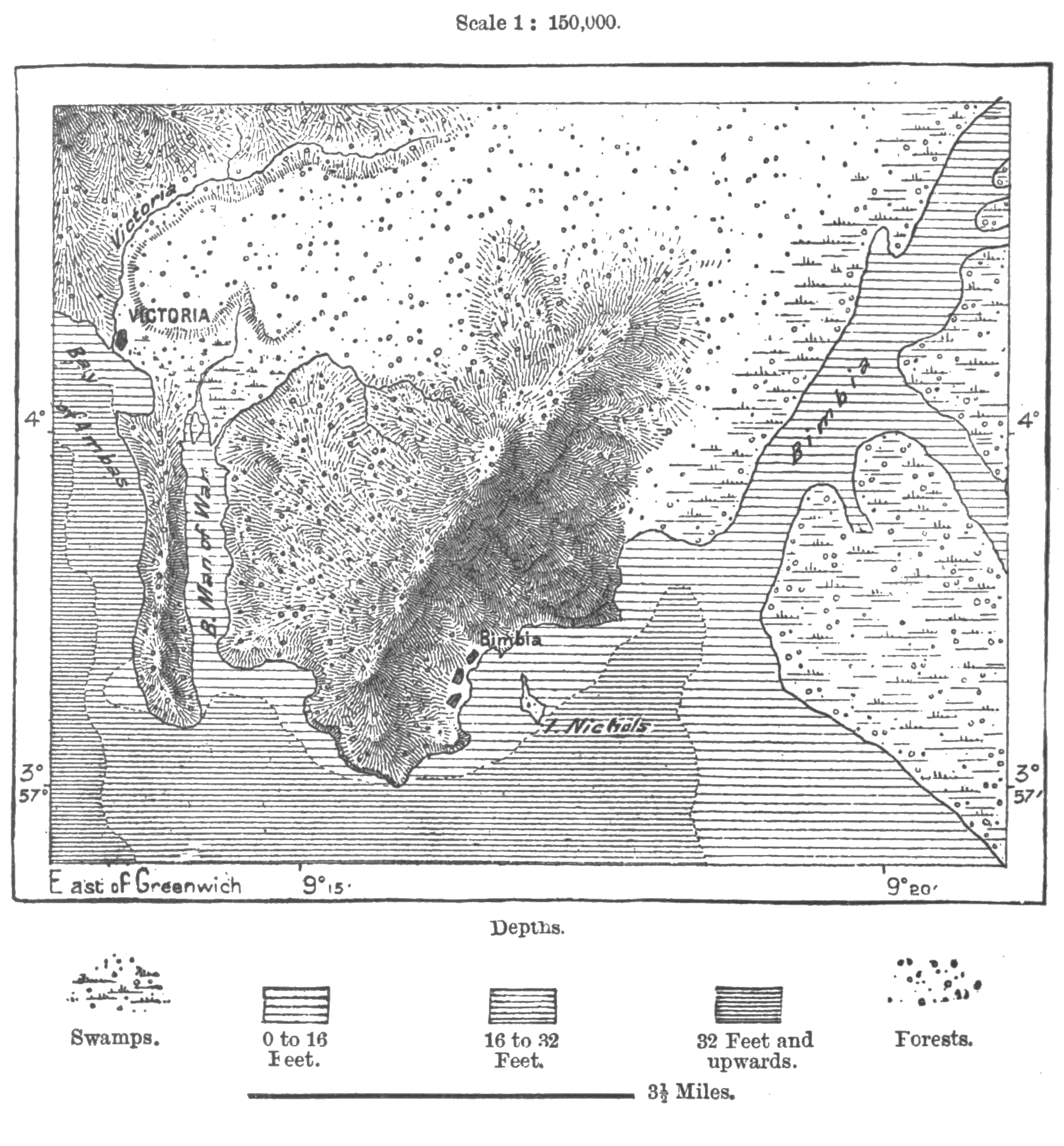
Carte ancienne d'après Élisee Reclus (1892)

La commune côtière s'étend au sud de Limbé I sur la golfe du Biafra, elle est limitrophe de 2 communes du département du Fako. Le territoire communal s'étend au delà du fleuve Bimbia sur la côte de mangrove de l'estuaire du Cameroun. Le littoral est constitué par le cap Nachtigal, la baie de Man'O War, le cap Bimbia.
|              | Limbé Ier       | Tiko      |
| Baie d'Ambas | Limbé II        | Douala VI |
|              | Golfe du Biafra |           |

## Histoire
Bimbia constitue un site historique de la traite des esclaves sur le golfe de Guinée du XVIIe siècle au XIXe siècle. Les vestiges de cette époque sont visibles dans la forêt de Bimbia Bonadikombo. Le 6 août 1862, le roi des Isubu, William Ier de Bimbia vend un district qui deviendra Victoria au missionnaire baptiste anglais Alfred Saker. L'arrondissement et la commune de Limbé III sont créés en avril 2007.

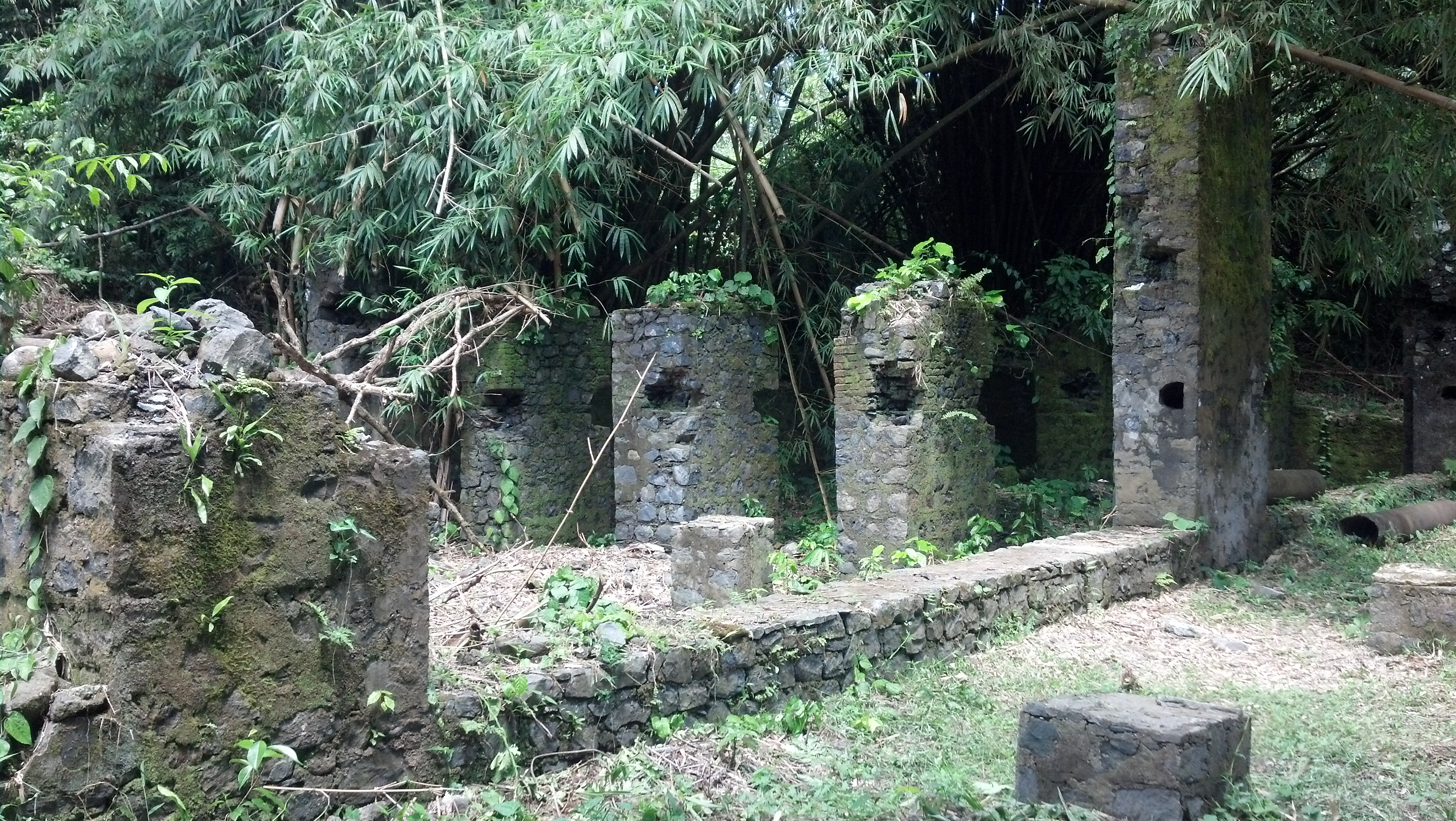
Vestiges
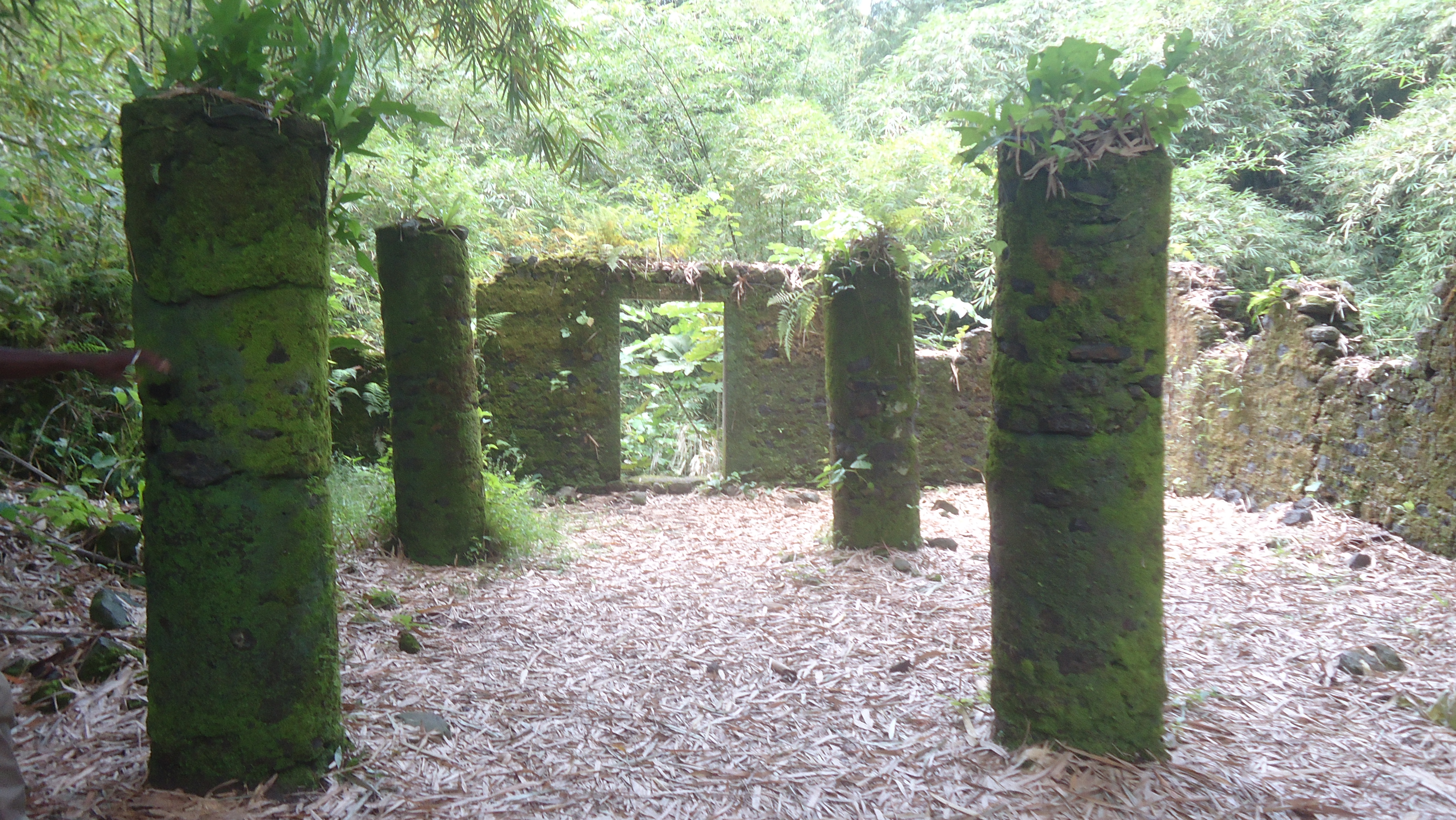
Vestiges de la prison
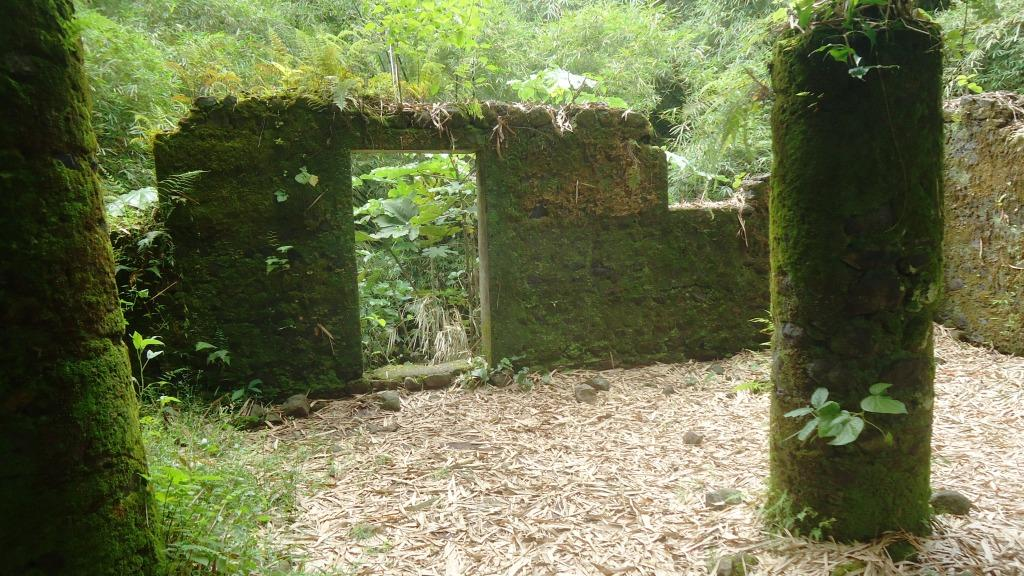

## Population
En 2005, la population communale est de 8 254 habitants.

## Administration
Les maires se succèdent depuis 2007.
| Période          | Période  | Identité           | Étiquette | Qualité |
| ---------------- | -------- | ------------------ | --------- | ------- |
|                  | 2014     | Isaac Inongo Dalle |           |         |
| 11 décembre 2014 | En cours | Nseke Diboti Luma  |           |         |

## Chefferies traditionnelles
L'arrondissement compte 4 chefferies traditionnelles de 3e degré : Bonabilé, Bonangombe, Dikolo et Mondoli.

## Quartiers et villages
Le ressort territorial de l'arrondissement identique à celui de la commune s'étend sur les villages et quartiers suivants:
Îles Bonjo, Mabeta, Kange, Mbomo I, Mbomo II, Ijaw Mboko I et Ijaw Mboko II ainsi que sur les villages Ijaw Mabeta, Dikolo, Man Owar Bay, Banabile, Banangombe, Chopfarm, CDC Camp I et Camp II et Mondoli Island.

## Éducation
L'enseignement secondaire public est assuré par plusieurs établissements :
- CES de Mabeta
- CETIC de Bimbia

## Économie
Les habitants de la commune tirent leurs revenus principalement de la pêche et l’agriculture de subsistance.